# سالونگا-لندیزیول (پنسیلوانیا)
سالونگا-لندیزیول (به انگلیسی: Salunga-Landisville) یک منطقهٔ مسکونی در ایالات متحده آمریکا است که در شهرستان لنکستر، پنسیلوانیا واقع شده‌است. سالونگا-لندیزیول ۷٫۹ کیلومتر مربع مساحت و ۴٬۷۷۱ نفر جمعیت دارد.